# Rock à Brest
Le rock brestois — et généralement le rock breton —  est fortement influencé par la musique celtique. Cependant, la scène musicale brestoise se démarque par un grand éclectisme de styles et de nombreux groupes de rock aux influences diverses (punk, folk, pop, électro, trip-hop...) occupent de belles places sur les scènes locales, régionales et nationales. 

## Historique
Avant la vague celtique des années 1970, Brest n'était pas connu musicalement. Émétrice de la première vague celtique en France dans les années 1970 avec des artistes de Quimper, des artistes brestois comme Jean-Michel Caradec ont pu s'imposer. En 1992, avec la fête maritime « Brest 1992 » et la création du festival des Vieilles charrues à Carhaix-Plouguer, des artistes finistériens comme Yann Tiersen et Miossec se sont révélés et s'imposent en France. En 1994, le guitariste quimpérois Dan Ar Braz et Gilles Servat avec l'Héritage des Celtes lancent la seconde vague celtique sur la France. En 1998, profitant de la vague celtique, Merzhin de Landerneau et Matmatah de Brest sont révélés dans toute la France grâce au mélange de rock et de musique celtique. L'album La Ouache de Matmatah s'est vendu à plus d'un million d'exemplaires durant l'été 1998, concurrençant avec les rockeurs parisiens et Noir Désir. Durant les années 2000, le rock brestois est toujours présent, mais la touche celtique est absente. En 2008, la séparation de Matmatah bouleverse les Brestois. Au début des années 2010, une troisième vague celtique est lancée par la brestoise Nolwenn Leroy suivi de Dan Ar Braz, alors que Yann Tiersen part régulièrement en tournée mondiale. 
Dans les années 2020, Matmatah revient sur le devant de la scène, tandis que le groupe Gwendoline, issue de la scène rennaise, s'installe à Brest. 

## Les artistes

### Les artistes brestois
- No Place For Soul - Metal Indus
- Al Kapott - Punk
- Brutal Combat     OÏ    1ER GROUPE DE RAC en FRANCE  création 1982
- Criminal Damage   Punk Oî
- Jean-Michel Caradec - Chanson
- Les Collabos - Punk
- Electric Bazar Cie - Rock
- Robin Foster - Post-rock
- Arnaud Le Gouëfflec - Musique expérimentale
- Nolwenn Leroy - Chanson celtique
- Manu Lann Huel - Chanson
- Matmatah (1996-2008-2017-?) - Rock
- Miossec (1992-?) - Rock
- Yann Tiersen - Electro/Contemporain - Ouessant et Brest
- Hot Bugs - Punk
- Gwendoline - Cold Wave - Rennes et Brest

### Artistes du Finistère
- Dan Ar Braz (1975-?) - Rock celtique - Quimper
- Les frères Guichen - Rock celtique - Quimper
- Gérard Jaffrès - Rock celtique - Saint-Pol-de-Léon
- Renan Luce (2005-?) - Chanson - Morlaix
- Merzhin (1996-?) - Rock - Landerneau
- Red Cardell - Rock celtique - Quimper
- Gilles Servat (1971-?) - Rock celtique - Quimper

## Infrastructures

### Salles de concert

#### À Brest
- Brest Arena
- La Carène
- Le Cabaret Vauban
- L'Espace Léo Ferré

#### Dans la région
- Le Family à Landerneau
- La Ferme de Gwernandour à Brasparts
- Le Run ar Puns à Châteaulin
- L'Avel Vor à Plougastel-Daoulas
- Le Club Coatelan à Morlaix
- L'Espace Glenmor à Carhaix

### Les Cafés-concerts

#### À Brest
- Le Boucan
- L'Arizona
- Le Cube à Ressort
- Club Vauban

#### Dans la région
- Le Mole à Lampaul-Plouarzel
- Le Coatëlan (Plougonven)
- Le Dolen (Plouguerneau)
- Run ar Puns (Châteaulin)

#### Les cafés-concerts disparus
- L'Ayer's Rock Café (aujourd'hui le Cube à Ressort)
- Le Barclay (Guipavas)
- Black Label Café
- Les Hespérides Plouneour-Trez
- Ker Opus (Langolen)
- Soul Food café
- La Tête Raide (aujourd'hui le Red Dragon Café)

### Festivals et lieux d'expressions populaires
- Festival Astropolis - Astropolis
- Jeudis du Port - scène gratuite, haut lieu de l'animation musicale estivale sur le Port
- Les Beaux Dimanches - manifestations culturelles et artistiques animées par l'association Vivre la Rue se tenant sur les pavés de la rue St-Malo, dans le quartier de Recouvrance.
- Festival des Vieilles Charrues à Carhaix en juillet.
- Festival du Bout du Monde à Crozon en août.
- Fête du bruit à Landerneau en août.
- Le Bouillon, à Plougastel-Daoulas en août.

### Radios rock
- Fréquence Mutine (depuis 1982). Radio libre historique basée dans le quartier de Kerangoff.
- Radio U (depuis 2001). Radio libre étudiante basée dans le quartier de Kergoat.